# Zangia
Zangia — рід грибів родини Boletaceae. Назва вперше опублікована 2011 року.

## Класифікація
До роду Zangia відносять 6 видів:
- Zangia chlorinosma
- Zangia citrina
- Zangia erythrocephala
- Zangia olivacea
- Zangia olivaceobrunnea
- Zangia roseola